# 2024 ve fotografii

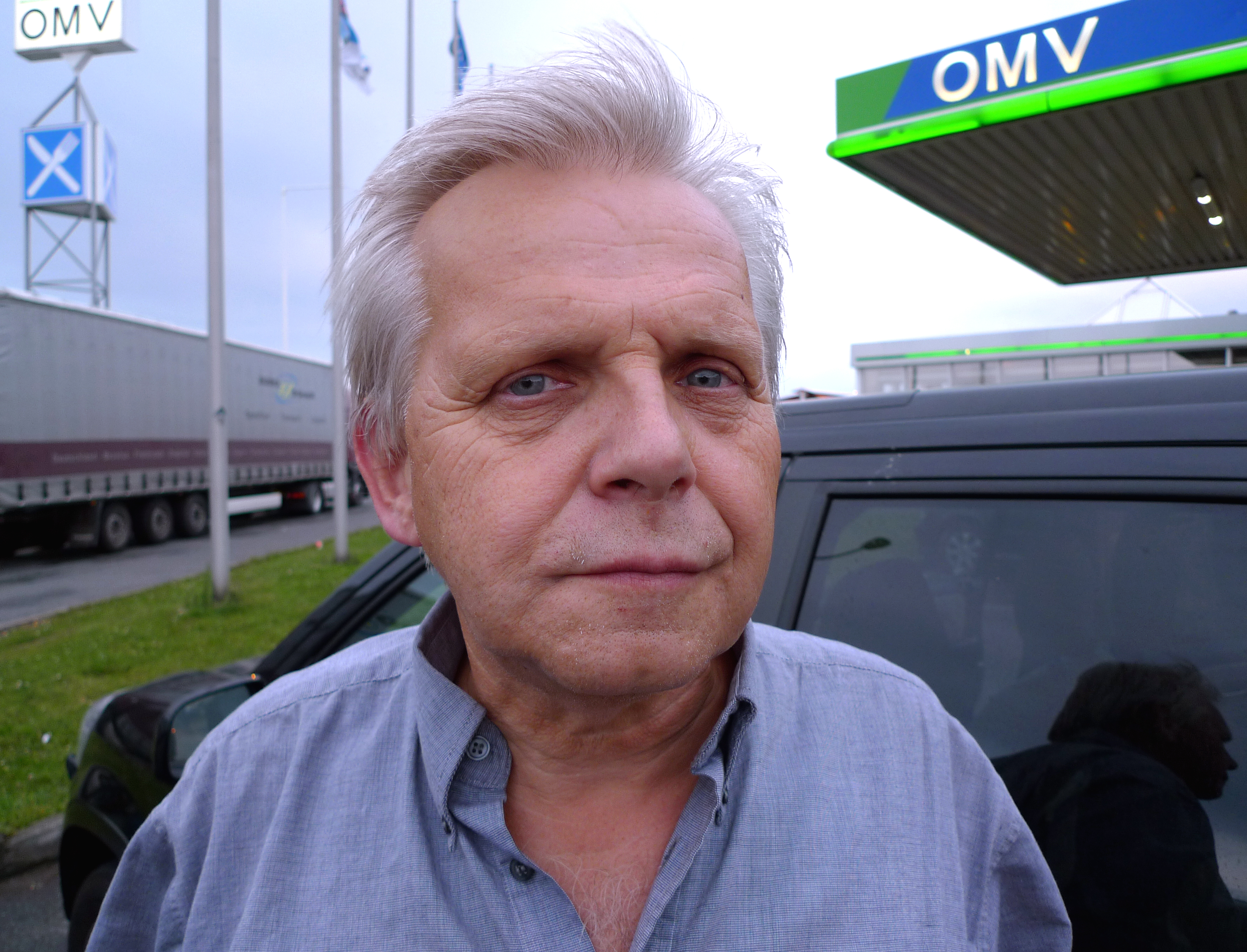
Dne 4. srpna zemřel Miroslav Vojtěchovský, český vysokoškolský pedagog, publicista, kurátor a fotograf skla

Tento článek obsahuje významné fotografické události v roce 2024.

## Události
- Mezinárodní festival fotografie v Lodži, květen
- Prague Photo, 19.–24. listopadu
- Měsíc fotografie, Bratislava
- Festival ptáků a přírody (Festival de l'oiseau et de la nature) polovina dubna 2024
- 60. ročník Mezinárodního fotografického veletrhu Bièvres červen 2024
- 121. kongres Fédération photographique de France, v Aurillacu konec května 2024
- 54. Rencontres d'Arles asi od začátku července do konce září 2024
- Paris Photo v Grand Palais v Paříži začátek listopadu 2024
- photokina, Kolín nad Rýnem, září
- documenta, Kassel
- 25. Festival international de la photo animalière et de nature, Montier-en-Der, každý třetí čtvrtek v listopadu
- Salon de la photo, Paříž, listopad
- Mois de la Photo, Paříž, listopad
- Visa pour l'image, Perpignan, začátek září
- Nordic Light, Kristiansund, Norsko
- 36. kongres FIAP, Turecko

## Ocenění
- Czech Press Photo –
- World Press Photo – Mohammed Salem, Izraelská invaze do Pásma Gazy: Fotografie zobrazuje ženu, která drží tělo své neteře, jež byla zabita izraelským leteckým útokem ve městě Chán Júnis.[1][2][3][4]
- Prix Niépce – Anne-Lise Broyer[5]
- Prix Nadar – Jean-Michel André za svou knihu Chambre 207, vydanou nakladatelstvím Actes Sud
- Prix de photographie de l'Académie des beaux-arts – Guillaume Herbaut za svůj projekt Ukrajina, neviditelná zranění[6]
- Prix HSBC pour la photographie –
- Prix Bayeux-Calvados des correspondants de guerre - Mahmud Hams, Rami Abou Jamous, Andrew Harding, Mohammed Abu Safia, John Irvine, Rami Abou Jamous, Fabrice Babin, Bertrand Séguier, Saher Alghorra, Marc de Chalvron, Florian Le Moal, Ludovic Lavielle, Laroslav Oliinyk, Nicolas Coadou, David Couloume, Manuella Braun, Rami Abou Jamous, Kostiantyn Liberov
- Grand Prix Paris Match du photojournalisme – ?
- Prix Carmignac Gestion du photojournalisme – Kiana Hayeri a francouzská výzkumnice Mélissa Cornat za reportážní projekt „No Womans’ Land“ o postavení žen a dívek v Afghánistánu po návratu Talibánu k moci
- Prix Roger Pic – Corentin Fohlen za jeho sérii Sweats and Tremors, výsledek dlouhodobé dokumentární práce na Haiti.[7][8]
- Prix Lucas Dolega –
- Prix Canon de la femme photojournaliste –
- Prix Picto –
- Prix Tremplin Photo de l'EMI – ?
- Prix Voies Off –
- Prix Révélation SAIF –

- Cena Oskara Barnacka – Davide Monteleone, série zkoumá těžbu klíčových surovin pro obnovitelné zdroje energie v Demokratické republice Kongo, Chile a Indonésii.[9]; Maria Guțu, série reflektuje osobní zkušenosti s emigrací rodičů a hledání identity v moldavských vesnicích.[10]
- Prix Leica Hall of Fame –
- Cena Ericha Salomona – Andrea Diefenbach
- Cena za kulturu Německé fotografické společnosti – Gerhard Steidl
- Cena Hansely Miethové –
- Zeiss Photography Award –
- Sony World Photography Awards[11]
  - Outstanding Contribution to Photography – Sebastião Salgado[12][13]
  - Photographer of the Year –

- Cena Ansela Adamse –
- Cena W. Eugena Smithe –
- Pulitzerova cena
  -  Pulitzer Prize for Breaking News Photography –
  -  Pulitzer Prize for Feature Photography –
- Zlatá medaile Roberta Capy –
- Cena Inge Morathové –
- Infinity Awards –
- Lucie Awards –
- Cena Higašikawy – pravděpodobně skončila
- Cena za fotografii Ihei Kimury – pravděpodobně skončila
- Cena Kena Domona –
- Cena Nobua Iny — pravděpodobně skončila
- Cena Džuna Mikiho — pravděpodobně skončila
- Cena inspirace Džuna Mikiho — pravděpodobně skončila

- Prix Paul-Émile-Borduas – François Morelli[14]
- Fotografická cena vévody a vévodkyně z Yorku – ?

- Národní fotografická cena Španělska – Jorge Ribalta[15]

- Hasselblad Award – Ingrid Pollardová[16]
- Švédská cena za fotografickou publikaci – MC Coble a Louise Wolthers za Things change anyway; vydavatelství: Breadfield Press, vydavatel [asterisk]; formát: MC Coble, Louise Wolthers spolupráce: Tiny Enghoff; ilustrace: M C Coble, text: Louise Wolthers.[17]

- Cena Roswithy Haftmannové – Zarina Bhimji (* 1963), ugandsko-indická fotografka, žijící v Londýně
- Prix Pictet –

## Velké výstavy
Přehled vybraných významných výstav:
- Steve McCurry, Enfants, Dóžecí palác, Janov, 25. listopadu 2023 – 10. března 2024[18]
- Tom Wood – Photie Man: 50 Years of Tom Wood, první velká retrospektiva věnovaná dílu Toma Wooda v jeho městě Liverpool, Walker Art Gallery, Liverpool, od 20. května 2023 do 7. ledna 2024.
- Paul Wolff (1887–1951): Muž s Leicou, který sleduje historii fotografie až po její moderní verzi prostřednictvím malého formátu, Pavillon populaire, Montpellier, od 28. října 2023 do 7. ledna 2024
- Mario Testino Gone Wild, nová série z probíhajícího projektu A Beautiful World (Krásný svět) o kulturních tradicích lidí a přírodě po celém světě, Hamiltons Gallery, Londýn, 21. listopadu 2023 – 3. února 2024[19]
- Saul Leiter: Centennial, výstava představující rozmanitost jeho kariéry k oslavě 100. výročí jeho narození, Howard Greenberg Gallery, New York, 2. prosince 2023 – 10. února 2024[20]
- Celebrating Silver, kolektivní výstava oslavující krásu a působivost tisků získaných pomocí stříbrné želatiny, fotografové: Richard Avedon, Irving Penn, Don McCullin, Hiro, Horst P. Horst, Jeanloup Sieff, Helmut Newton, Robert Mapplethorpe, Daidó Morijama, Herb Ritts, Albert Watson, Hamiltons Gallery, Londýn, od 7. února do 9. března 2024[21][22]
- Paysage(s) Fresson(s), výstava na poctu Fressonova procesu, fotografové: Bernard Plossu, Jean-Claude Couval, Douglas Keats, Philippe Laplace, Laure Vasconi a Daniel Zolinsky, Musée Nicéphore-Niépce, Chalon-sur-Saône, od 17. února do 19. května 2024[23]
- Brassaï,  L’Œil de Paris, Espace culturel, Palazzo Reale, Milán, od 23. února do 2. června 2024[24][25]
- Josef Koudelka, Industry, Pace Gallery, New York, od 29. března do 27. dubna 2024[26]
- Bernard Plossu - Françoise Nuñezová, En Voyage, Carré d'Art, Maison du Patrimoine, Six-Fours-les-Plages, od 30. března do 19. května 2024[27]
- Dans la vague, výstava inspirovaná ikonickými tisky Hokusaie Kacušiky La Grande Vague, s díly asi dvaceti umělců, včetně: Noémie Goudalová, Harry Gruyaert, Michael Kenna, Arno Rafael Minkkinen, Sarah Moon, Martin Parr, Bernard Plossu, Campredon art & image, L'Isle-sur-la-Sorgue, od 30. března do 6. října 2024
- Kertész, Moholy-Nagy, Capa... / Photographes hongrois en Amérique (1914-1989), výstava shromažďující více než 170 děl 32 maďarských fotografických umělců, kteří se během 20. století usadili ve Spojených státech, mezi nimi například: André Kertész, László Moholy-Nagy, Martin Munkácsi, André de Dienes, György Kepes, Cornell Capa a Robert Capa, Muzeum krásných umění Budapešť, od 6. dubna do 25. srpna 2024[28][29]
- Valérie Belinová, Les Visions silencieuses, Musée des beaux-arts, Bordeaux, od 24. dubna do 28. října 2024[30]
- Stephen Shore, Véhiculaire & Vernaculaire, Fondation Henri Cartier-Bresson, od 1. června do 15. září 2024[31][32]
- Mary Ellen Mark, Encounters, rétrospective de l'œuvre de la photojournaliste américaine de Magnum Photos centrée sur cinq séries emblématiques des 1970-1980, Rencontres de la photographie d'Arles, Espace Van Gogh, od 1. července do 29. září 2024[33]
- Voir / Le Temps / En Couleurs • Les Défis de la Photographie, avec des œuvres de nombreux artistes, parmi lesquels notamment Berenice Abbott, Laure Albin Guillot, les Frères Bisson, Constantin Brancusi, Edgar Degas, Louis Ducos du Hauron, Harold Edgerton, William Eggleston, Fratelli Alinari, Philippe Halsman, Gustave Le Gray, Saul Leiter, Stephen Shore, Edward Steichen, Hiroshi Sugimoto, Centre Pompidou-Metz, od 13. července do 18. listopadu 2024 [34][35]
- Face the Music: L'héritage de la photographie musicale, Kolektivní výstava, která spojuje fotografy a hudebníky, kteří jsou ikonami od čtyřicátých let až po současnost, s díly mimo jiné: David Bailey, Harry Benson, William Claxton, Patrick Demarchelier, Herman Leonard, Herb Ritts, Steve Schapiro, Albert Watson, Bruce Weber, Fahey/Klein Gallery, Los Angeles, od 25. července do 7. září 2024 [36]
- Her: The Great Women Photographers skupinová výstava na vyzdvihnutí talentu žen ve fotografii, představující díla umělkyň, jako napříkla: Julia Margaret Cameronová, Berenice Abbottová, Lillian Bassmanová, Sarah Moon, Ruth Bernhard, Cig Harvey, Judy Dater, Eve Arnoldová, Mary Ellen Marková, Doris Ullmann, Martine Franck, Flor Garduño , Judy Glickman Lauder, Lilo Raymond, Ilona Langbroek, Grace Robertson, Anastasia Samoylova a mimo jiné Sabine Weissová, Peter Fetterman Gallery, Santa Monica, od 17. srpna do 23. listopadu 2024 [37][38]
- Bruce Weber: My Education, Dům U Kamenného zvonu, 20. září 2024 – 19. ledna 2025, kurátoři: Helena Musilová, Nathaniel Kilcer, producent: Milosh Harajda[39]
- Karl Blossfeldt, La Photographie à la lumière de l'art, La Collection photographique / Fondation SK pour la culture, Kolín nad Rýnem, od 6. září 2024 do 2. února 2025[40]
- William Klein, All the World's a Stage, nejobsáhlejší retrospektivní výstava tvorby amerického fotografa od jeho smrti, pokrývající různé aspekty jeho tvorby prostřednictvím přibližně 200 děl, musée d'Art, Architecture et Technologie (MAAT), Lisabon, od 18. září 2024 do 3. února 2025[41][42]
- Marc Riboud, retrospektiva pokrývající půlstoletí, od jeho snímků Paříže, Evropy, jeho cesty na Východ až po Čínu, Muzeum Hunan, Changsha, Čína, od 26. září do 10. prosince 2024
- Letizia Battaglia, Vie, Amour et Mort en Sicile, The Photographers' Gallery, Londýn, od 9. října 2024 do 23. února 2025[43][44].
- Irving Penn, Centennial, retrospektiva díla prostřednictvím výběru 175 snímků vytvořených od konce 30. let 20. století do roku 2009, Nadace Marty Ortegy Pérezové, La Corogne, Španělsko, od 23. listopadu 2024 do 1. května 2025[45][46]
- Albert Watson, No Idle View, The Fahey/Klein Gallery, Los Angeles, od 14. listopadu 2024 do 11. ledna 2025 [47][48]
- Martin Munkácsi, Think while you shoot, Paci Contemporary Gallery – Borgo Wuhrer, Brescia, Itálie, od 30. listopadu 2024 do 30. března 2025[49]

## Knihy vydané v roce 2024
- Thierry Girard, Le Périgord des écrivains[50],  antologie literárních úryvků o Périgordu s úvodem od Romaina Bondonneaua, fotografiemi Thierryho Girarda a kresbami Pancha. Má 112 stran a vyšla jako svazek č. 16 edice Sédiments u nakladatelství Éditions du Ruisseau. Vitrac, ISBN 978-2-49199-221-7
- Raymond Depardon, Les Années déclic, text: Gérard Lefort, 176 s., Éditions du Seuil, ISBN 978-2-02155-899-9
- Gladys: GLADYS, první retrospektivní monografie věnovaná tvorbě fotografky Gladys od 70. let 20. století, text: Matthieu Rivallin, 160 s., Contrejour, Biarritz, ISBN 979-10-90294-64-6
- Robert Capa, Libérations, text: Alexis Jenni, 176 s., Éditions du Seuil, ISBN 978-2-02155-484-7
- Lou Stoppard, Annie Ernaux & la Photographie, zkoumání úzkého vztahu mezi fotografií a psaním Annie Ernauxové, nositelky Nobelovy ceny za literaturu v roce 2022, prostřednictvím textů převzatých z její knihy Journal du exterior (1993) a fotografie ze sbírky Evropského domu fotografie Maison Européenne de la Photographie, 112 s., Éditions Mack, ISBN 978-1-91574-345-9

## Významná výročí

### Sté výročí narození
- 20. ledna – Jerzy Tomaszewski, polský fotograf, Varšavské povstání 1944 († 26. ledna 2016)
- 15. února – Lisetta Carmi, italská fotografka († 5. července 2022)
- 18. února – Júkiči Watabe, japonský fotograf († 8. srpna 1993)
- 26. února – Irena Kummant-Skotnicka, polská účastnice Varšavského povstání, styčná důstojnice, zdravotní sestra a fotografka († 6. srpna 2003)
- 24. února – Jan Versnel, nizozemský fotograf architektury († 1. července 2007)
- 2. března – Co Westerik, 94, nizozemský malíř a fotograf († 10. září 2018)
- 22. března – Jiří Toman, český fotograf, ilustrátor a knižní grafik († 10. dubna 1972)
- 3. května – Carl Fischer, americký umělecký ředitel a fotograf autodidakt, Esquire († 7. dubna 2023)
- 15. května – Emil Barč, slovenský fotograf působící v Trnavě a průkopník barevné fotografie († 19. prosince 2004)
- 17. května – Magdaléna Robinsonová, slovenská umělecká fotografka, portrétistka, ilustrátorka, reportérka, v její tvorbě se zrcadlí hrůzy války, které ji zasáhly pronásledováním z rasových důvodů († 24. července 2006)
- 3. června – Pierre Boulat, francouzský fotograf a fotožurnalista († 11. ledna 1998)
- 4. června – John L. Gaunt, 83, americký fotograf, držitel Pulitzerovy ceny († 26. října 2007)
- 11. června – Bedřich Kocek, český fotograf († ?)
- 22. června – Dorothy Bohmová, britská fotografka německého původu, původně portréty, později pouliční fotografie, od roku 1985 barevně († 15. března 2023)
- 29. června – David Rubinger, izraelský fotograf, který pořídil snímek Výsadkáři u Zdi nářků († 2. března 2017)
- 6. července – Stanislao Farri, 96, italský fotograf († 22. června 2021)
- 23. července – Sabine Weiss, švýcarsko-francouzská fotografka (28. prosince 2021)
- 18. srpna – Kalle Kultala, finský dokumentární a novinářský fotograf († 2. listopadu 1991)
- 3. listopadu – Igor Grossmann, slovenský lékárník a fotograf, věnoval se reklamní, módní a průmyslové fotografii, tvořil portréty spisovatelů a hudebníků, fotografické cykly z cest († 4. srpna 2013)
- 9. listopadu – Robert Frank, švýcarsko–americký fotograf, režisér a kameraman († 9. září 2019)
- 14. prosince – Herbert Tobias, německý fotograf († 17. srpna 1982)
- ? – Elizabeth Williamsová, americká černošská fotografka, sloužila v ženském armádním sboru, byla jedinou ženou, která fotografovala letectvo († ?)

### Sté výročí úmrtí
- 4. února – Otto Wegener, francouzský portrétní fotograf švédského původu (* 20. ledna 1849)
- 10. března – George Bourne, novozélandský fotograf (* 8. září 1875)
- 16. dubna – Johan Huijsser, nizozemský cyklista a fotograf ve stylu piktorialismu (* 18. července 1868)
- 20. dubna – František Krátký, český fotograf (* 7. září 1851)
- 6. května – Caroline Colditz, norská fotografka (* 18. září 1856)
- 8. května – Leopold Adler, český fotograf (* 12. července 1848)
- 9. června – Julien Gérardin, francouzský právník a fotograf (* 28. března 1860)
- 18. června – Frank G. Carpenter, americký novinář, cestovatel, fotograf a lektor (* 8. května 1855)
- 6. července – Ole Tobias Olsen, norský lektor, fotograf, žalmista, sběratel lidových melodií, varhaník, kněz a inženýr (* 18. srpna 1830)
- 4. srpna – Ivan Angelov, bulharský umělec, malíř, fotograf a pedagog (* 18. dubna 1864)
- 5. srpna – Josyp Celestianovyč Chmelevskyj, ukrajinský fotograf (* 18. března 1849)
- 6. srpna – Kadžima Seibei, japonský fotograf (* 1866)
- 24. srpna – Albert Meyer, německý dvorní fotograf (* 27. února 1857)
- 23. listopadu – Edmund Behles, italský fotograf (* 21. července 1841)
- 21. prosince – Francesco Negri, italský fotograf (* 18. prosince 1841)
- ? – Karl Friedrich Wunder, německý fotograf (* 1849)

### Dvousté výročí narození
- 21. ledna – Bertha Valerius, švédská fotografka a malířka († 24. března 1895)
- 4. března – Jacobus van Koningsveld, holandský malíř a fotograf († 30. července 1866)
- 7. března – Robert Jefferson Bingham, anglický fotograf († 21. února 1870)
- 20. března – Stanislas Ratel, francouzský fotograf († ?)
- 12. dubna – Alphonse Davanne, francouzský chemik, učitel, vynálezce a raný fotograf, spoluzakladatel Francouzské fotografické společnosti († 19. září 1912)
- 14. dubna – Auguste Salzmann, francouzský archeolog, malíř a fotograf († 24. února 1872)
- 18. dubna – Dominique Roman, francouzský fotograf († 4. ledna 1911)
- 17. června – Ludovico Tuminello, italský fotograf a průkopník († 9. července 1907)
- 25. července – Pierre Brandebourg, lucemburský malíř a fotograf († 23. května 1878)
- 24. srpna – Jan Goedeljee, nizozemský fotograf († 16. října 1905)
- 6. září – Alexander Seik, fotograf, starosta Tábora († 2. října 1905)
- 6. září – Louis Dodéro, francouzský portrétní fotograf působící v Marseille v polovině 19. století († 18. prosince 1902)
- 27. září – Adolphe-Alexandre Martin, francouzský průkopník fotografie a vynálezce ferrotypie v roce 1853 († 9. května 1896)
- 5. listopadu – Eugène Lamoisse, francouzský fotograf a krajinář († 21. prosince 1899)
- 13. listopadu – Gustave de Beaucorps, francouzský fotograf, v letech 1857 až 1861 produkoval pohlednice v Evropě (Francie, Belgie, Německo, Španělsko, Itálie), v severní Africe (Maroko, Alžírsko) a v Orientu (Sýrie, Palestina, Egypt) († 10. června 1906)
- 18. prosince – Gustave Cosson, francouzský fotograf († 8. května 1896)
- ? – Francesco Paolo, italský fotograf († 1889), spolu s bratrem vlastnili fotografický ateliér v Římě, který provozovali pod jménem Fratelli D'Alessandri, patří mezi nejvýznamnější v Itálii 19. století a představují významnou část v historii italské fotografie

## Úmrtí v roce 2024

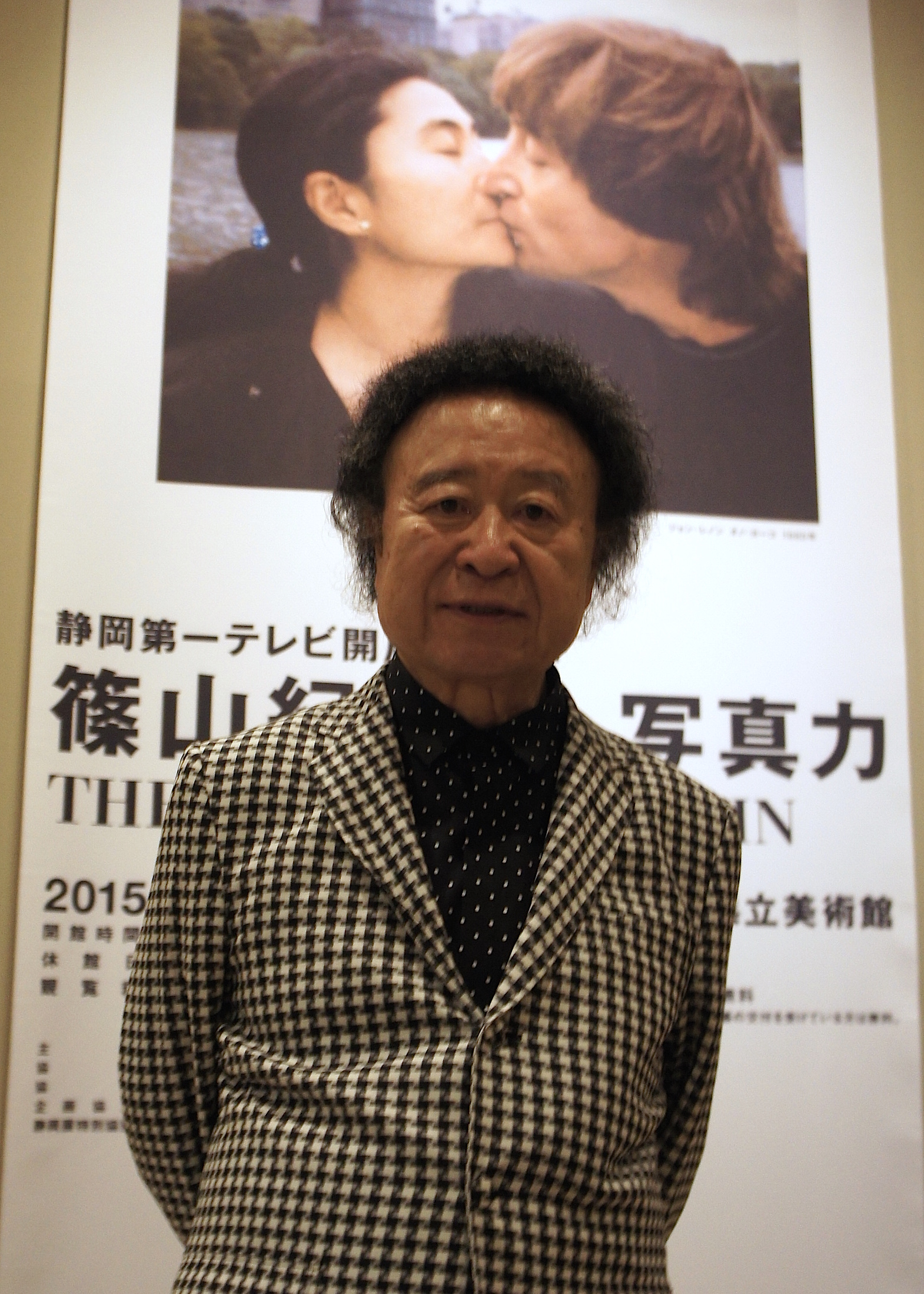
Dne 4. ledna zemřel Kišin Šinojama, japonský fotograf známý svými portréty a dívčími akty

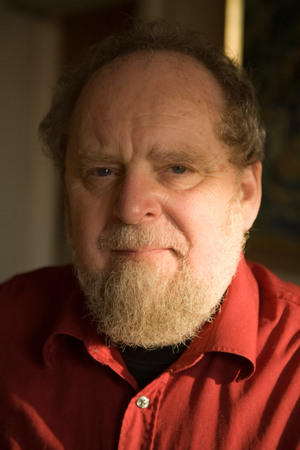
V tomto roce zemřel Ole Daniel Enersen, norský horolezec, fotograf, novinář, spisovatel a historik medicíny

- 1. ledna – Peter Magubane, 91, jihoafrický fotograf a aktivista proti apartheidu, osobní fotograf prezidenta Nelsona Mandely (* 18. ledna 1932)[51]
- 1. ledna – Ole Daniel Enersen, 80, norský horolezec, fotograf, novinář, spisovatel a historik medicíny (* 14. března 1943)[52]
- 4. ledna – Kišin Šinojama, 83, japonský fotograf známý svými portréty a dívčími akty (* (3. prosince 1940)[53]
- 4. ledna – Felicia Abbanová, 87, první profesionální fotografka v Ghaně, v 60. letech 20. století mnoho let pracovala jako dvorní fotografka prvního prezidenta země Kwama Nkrumaha[54]
- 8. ledna – Phill Niblock, 90, americký hudební skladatel, experimentální filmový režisér a fotograf (* 2. října 1933)[55]
- 8. ledna – Paul-Armand Gette, 96, francouzský umělec, fotograf, spisovatel, sochař, kameraman, výtvarník a malíř (* 13. května 1927)[56]
- 9. ledna – Kai Wiedenhöfer, 57, německý novinářský fotograf (* 3. března 1966)[57]
- 14. ledna – Vladimir Parfenok, 65, běloruský fotograf, kurátor výstavních projektů, vedoucí galerie vizuálního umění "NOVA" (* 1958)[58]
- 16. ledna – Hans Feurer, 84, švýcarský módní fotograf, pro časopisy Vogue nebo Elle (* 22. září 1939)[59]
- 22. ledna – Eva Grantová, 98, řecko-britská glamour fotografka tureckého původu, která pracovala v glamour průmyslu, kterému dominovali muži v 50. a na počátku 60. let 20. století 25. března 1925)[60]
- 26. ledna – Michael Rogge, 94, nizozemský fotograf, kameraman a amatérský filmař, nejznámější svým zobrazením života po druhé světové válce na Dálném východě, zejména v Hong Kongu a Japonsku (* 27. května 1929)[61]
- 26. ledna – Dick Waterman, 88, americký spisovatel, propagátor a fotograf, který měl vliv na vývoj a nahrávání blues od 60. let 20. století (* 14. července 1935)[62]
- 29. ledna – Brian Griffin, 75, britský fotograf známý portréty popových hudebníků 80. let, magazín The Guardian jej v roce 1989 jmenoval „fotografem dekády“, jeho práce jsou ve sbírkách Arts Council, British Council, Victoria and Albert Museum a Národní portrétní galerie v Londýně[63]
- 29. ledna – Hal Buell, 92, americký fotograf, dvacet pět let vedl fotografické služby v Associated Press, mezinárodní tým 300 fotografů[64]
- 30. ledna – Olavi Kaskisuo, finský novinářský fotograf, známý svými fotografiemi osobností veřejného života v časopisech od 60. do 80. let (* 18. ledna 1942)[65]
- 5. února – Helga Parisová, 85, německá fotografka známá svými snímky každodenního života ve východním Německu (* 21. května 1938)[66]
- 5. února – Alexej Kondratěv, 77, sovětský a ruský fotoreportér, osobní fotograf sedmi premiérů Ruské federace v letech 1994 až 2004[67]
- 15. února – Roger Kasparian, francouzský fotograf, architekt, inženýr a básník arménského původu, fotograf rockových a yé-yé hudebních umělců (* 12. ledna 1938)[68][69]
- 16. února – Dmitrij Markov, 41, ruský novinář a fotograf (* 23. dubna 1982)[70]
- 1. března – David Johnson, 97, americký fotograf, zobrazoval společnost, městský život a jazz kulturu San Franciska 40. a 50. letech 20. století, postavy hnutí za občanská práva 60. let; první afroamerický student Ansela Adamse[71]
- 4. března – Ramón Masats, 92, španělský fotograf, získal Národní fotografickou cenu Španělska[72]
- 5. března – Marcello Norberth, 87, italský divadelní fotograf, spolupracoval s Eduardem De Filippo, Nikitou Michalkovem[73]
- 7. března – Lucas Samaras, 87, americký fotograf, sochař a malíř řeckého původu[74]
- 21. března – Pierre Cordier, belgický fotograf a vizuální umělec, průkopník techniky chemigramu (* 28. ledna 1933)[75]
- 2. dubna – Jaap Wolterbeek, 80, nizozemský fotograf (AD, De Telegraaf, ANP).[76]
- 11. dubna – Paddy Summerfield, 77, britský dokumentární fotograf, snímky o opuštění a ztrátě (* 19. února 1947)[77][78]
- 21. dubna – Pierre Gonnord, 60, francouzský portrétní fotograf působící ve Francii a Španělsku (* 28. června 1963)[79][80][81][82]
- 10. května – Hugh Edwards, 90, západoaustralský novinář, spisovatel a námořní fotograf[83]
- 13. května – Susanne Page, 86, americká fotografka, nejznámější svými fotografiemi domorodých Američanů z jihozápadu (* 3. března 1938)[84]
- 23. května – Harry John Roland, 70, americký fotograf a řečník (* (14. května 1954)[85]
- 24. května – Destiny Deaconová, 67, domorodá australská fotografka a mediální umělkyně zaměřující se na domorodé kultury v Queenslandu (* 1957)[86][87]
- 26. května – Bertien van Manenová, 89, nizozemská dokumentární fotografka[88][89]
- 28. května – Sverre M. Fjelstad, 93, norský zoolog, fotograf, spisovatel literatury faktu a producent pro rozhlas a televizi (* 17. října 1930)[90]
- 30. května – Vladimir Semjonovič Antoščenkov, 90, ruský architekt, umělecký fotograf, teoretik urbanismu a sochař (* 2. září 1933)[91]
- 31. května – Ronald A. Edmonds, 77, americký fotoreportér, v roce 1982 získal Pulitzerovu cenu za reportáž o pokusu o atentát na prezidenta Ronalda Reagana[92]
- 31. května – Ruiko Jošida, 85, japonská novinářská fotografka, bojovala proti diskriminaci chudých a černochů, nejznámější její cyklus Harlem Black Angels[93]
- 5. června – Bohumil Dobrovolský, český amatérský-profesionální fotograf, zaměřoval se na živou reportážní fotografii, nejznámější jsou jeho fotografie srpnových událostí roku 1968 v Praze (* 1935)[94]
- 10. června – Charles Gad Strasser, 97, český fotograf a válečný veterán narozený v Izraeli (* 23. dubna 1927)[95]
- 18. června – Sara Facio, 92, argentinská fotografka. Je nejznámější díky společnému fotografování s Alicií D'Amico různých kulturních osobností, včetně argentinských spisovatelů: Julia Cortázara, Maríy Eleny Walshové a Alejandry Pizarnikové[96]
- 25. června – Tam Fiofori, 82, nigerijský dokumentární fotograf a filmař[97]
- 28. června – Audrey Flacková, 93, americká vizuální umělkyně a fotografka (* 30. května 1931)[98]
- 10. července – Thomas Höpker, 88, německý fotograf, člen Magnum Photos, známý pro stylové barevné fotografie, dokumentoval zničení Světového obchodního centra 11. září 2001, systematicky portrétoval boxera Muhammada Aliho (* 10. června 1936)[99]
- 16. července – Kathy Willensová, americká fotografka a fotožurnalistka, jedna z prvních fotoreportérek Associated Press (* 8. prosince 1949)[100]
- 26. července – Sefton Samuels, britský fotograf známý pro své fotožurnalistické zobrazení severní Anglie, portrét a streefoto (* 27. ledna 1931)[101]
- 4. srpna – Miroslav Vojtěchovský, 77, český vysokoškolský pedagog, odborný publicista, kurátor a fotograf skla, Osobnost české fotografie za dlouhodobý přínos tomuto oboru, držitel titulu QEP (* 29. července 1947)[102][103]
- 6. srpna – Monique Jacotová, 89, švýcarská fotografka, fotožurnalistka a umělkyně, sociální a kulturní témata, představitelka humanistické fotografie (* 19. srpna 1934)[104]
- 11. srpna – Barry Lategan, 89, anglický módní, redakční a komerční fotograf původem z Jihoafrické republiky, nejznámější díky svému objevu modelky Twiggy (* 7. ledna 1935)[105]
- 15. srpna – Zaur Dachte, 87, sovětsko-tádžicko-íránský kameraman, filmař a fotograf (* 18. srpna 1936)[106]
- 20. srpna – Werner Bokelberg, 86, německý fotograf a herec, žil a pracoval v Hamburku, Paříži a New Yorku (* 22. října 1937)[107][108]
- 30. srpna – Hans Danuser, 71, švýcarský umělec a fotograf (* 19. března 1953)[109][110]
- 11. září – Peter Klashorst, nizozemský malíř, sochař a fotograf (* 11. února 1957)[111]
- 12. září – Harry W. Crosby, 98, americký historik a fotograf (* 10. června 1926)[112]
- 16. září – Eikó Hosoe, 91, japonský fotograf, filmový režisér, osobnost experimentálního uměleckého hnutí v Japonsku, temné, kontrastními fotografie lidských postav, témata smrt, erotická posedlost a iracionálnost, náboženství, filosofie, mytologie, abstrakce (* 18. března 1933)[113]
- 20. září – Yan Morvan, 70, francouzský fotograf, novinář, fotoreportér a autor, válečné fotografie, underground, spodní části společnosti, undergroundová komunita, motorkáři, krajní aktivisté, gangy a sexuální pracovnice, konflikty v Evropě, na Středním východě a v Africe (* 4. dubna 1954)[114]
- 21. září – Barbara Metselaarová Bertholdová, 73, německá fotografka a filmařka, žila v Berlíně a Uckermarku (* 22. června 1951)[115]
- 23. září – Anwar Hussein, britský fotoreportér, dvorní fotograf a spisovatel narozený v Tanganice, v roce 2016 se stal nejdéle sloužícím fotografem britské královské rodiny a královny Alžběty II. (* 3. listopadu 1938)[116]
- 2. října – Matthew Lewis, 94, americký fotožurnalista, který získal Pulitzerovu cenu za svou práci v roce 1975 pro redakci The Washington Post (* 8. března 1930)[117]
- 8. října – Frank Habicht, 85, novozélandský fotograf narozený v Německu známý fotografiemi módy a životního stylu 60. letech 20. století[118][119]
- 12. října – Paul Lowe, 61, britský fotoreportér, pedagog, spisovatel a kritik, dokumentoval pád Berlínské zdi, rumunskou revoluci, propuštění Nelsona Mandely z vězení, jugoslávské války a zničení Grozného (* 6. listopadu 1963)[120][121][122][123]
- 13. října – Dominiq Fournal, 68, belgický umělec, malíř a fotograf (* 27. ledna 1956)[124]
- 17. října – Marie-Christine Schrijenová, 83, francouzská fotografka belgického původu (* 1941)[125]
- 18. října – Herman Selleslags, 86, belgický fotožurnalista, pracující především pro hudební časopis HUMO (* 1938)[126][127]
- 18. října – Jürgen Knauss, 86, německý podnikatel, obchodník a fotograf (* 14. března 1938)[128]
- 30. října (smrt oznámena tento den) – Elisabeth Ohlson Wallin, 63, švédská fotografka a umělkyně, zobrazovala Ježíše mezi homosexuály a transvestity (výstava Ecce Homo) (* 28. května 1961)[129]
- říjen – Michel Auer, 91, francouzsko-švýcarský fotograf, sběratel a historik fotografie (* 30. května 1933)[130]
- 1. listopadu – Abderrahmane Mostefa, 76, alžírský filmový režisér, dokumentarista, fotograf a novinář (* 28. listopadu 1947)[131]
- 2. listopadu – Éric Rondepierre, 74, francouzský vizuální umělec, fotograf, spisovatel a tvůrce videí (* 2. února 1950)[132]
- 4. listopadu – Evandro Teixeira, 88, brazilský fotožurnalista, známý svými záznamy o represích vojenských diktatur v Brazílii a Chile, stejně jako o důležitých událostech, jako je smrt Pablo Nerudy (* 25. prosince 1935)[133]
- 7. listopadu – Jacques Renoir, 81, francouzský fotograf a filmař[134]
- 10. listopadu – Paul Caponigro, 91, americký krajinářský fotograf[135]
- 11. listopadu – Walter Dahn, 70, německý malíř, fotograf a hudební umělec (* 8. října 1954)[136]
- 13. listopadu – František Zvardoň, 75, fotograf, reportér a kameraman francouzsko-české národnosti[137]
- 16. listopadu  – Cathy Cade, americká fotografka známá svou prací v dokumentární fotografii, včetně lesbického mateřství (* 24. února 1942)[138]
- 1. prosince – Fred Jüssi, 89, estonský biolog, spisovatel a fotograf přírody (* 29. ledna 1935)[139]
- 2. prosince – Michael Ruetz, 84, německý fotograf, umělec a spisovatel (* 4. dubna 1940)[140]
- 3. prosince – Denis Brihat, 96, francouzský fotograf, architektura, reklama, experimentální fotografie (* 16. září 1928)[141]
- 3. prosince – Henze Boekhout, 77, nizozemský umělec a fotograf, užitá fotografie pro architekturu (* 2. února 1947)[142][143]
- 6. prosince – Malcolm Le Grice, 84, britský umělec, filmař a fotograf[144]
- 7. prosince – Ibra Ibrahimovič, 57, český fotograf, známý svými fotografiemi severních Čech, držitel ceny Czech Press Photo 2003 za fotografii roku (2. prosince 1967)[145]
- 13. prosince – Vladimír Votýpka, český spisovatel, žurnalista a fotograf  (* 23. srpna 1932)
- 17. prosince – Gian Paolo Barbieri, 89, italský módní fotograf (* 1935)[146]
- 29. prosince – Eduard Pesov, 92, ruský fotograf, TASS, RIA Novosti, fotografoval Nikitu Chruščova, Leonida Brežněva, Michaila Gorbačova, Borise Jelcina, Jevgenije Primakova a mnoha dalších vládních osobností sovětské éry a moderní doby, spolupracoval se všemi ministry zahraničí SSSR a Ruské federace (* 13. dubna 1932)[147]
- ? – Ewa Rudlingová, švédská portrétní fotografka a spisovatelka, působila v Paříži a Stockholmu (5. října 1936 – 31. října 2024)
- ? – Chang Chao-Tang, 81, tchajwanský fotograf, který je mnohými považován za jednoho z nejvýznamnějších fotografů na Tchaj-wanu po druhé světové válce (* 17. listopadu 1943 – 2. dubna 2024)[148]